# Aéroport international de Ciudad Obregón
L'aéroport international de Ciudad Obregón (code IATA : CEN • code OACI : MMCN • code DGAC M. : CEN) est un aéroport international situé à 15 kilomètres au sud-est du centre de Ciudad Obregón, dans l'État du Sonora, au Mexique. Il a un terminal avec trois portes et deux passerelles. Il y a deux places de stationnement supplémentaires pour les avions commerciaux. L'aéroport est exploité par Aeropuertos y Servicios Auxiliares, une société appartenant au gouvernement fédéral. L’aéroport a été créé pour la première fois par Aeropuertos y Serviciois Auxiliares en 1965, après la création de la société pour gérer les terminaux de l’aéroport au Mexique. 
En 2017, l'aéroport a accueilli 303 401 passagers et, en 2018, 338 316 passagers.

## Situation
| \| 500 km1:6 468 000 \| Acapulco Aguascalientes Huatulco Campeche Cancún Chetumal Chihuahua Ciudad · del Carmen Ciudad Juárez Ciudad · Obregón Ciudad · Victoria Colima Cozumel Culiacán Guanajuato Durango Guadalajara Hermosillo Ixtapa · Zihuatanejo La Paz San José · del Cabo Los Mochis Matamoros Mazatlán Mérida Mexicali Mexico B.J. Mexico F.A. Minatitlán Monterrey Morelia Nuevo · Laredo Oaxaca Playa · de Oro Puebla Puerto · Escondido Puerto · Vallarta Querétaro Reynosa San Luis · Potosí Tampico Tapachula Tepic Tijuana Toluca Torreón Tuxtla Gutiérrez Uruapan Veracruz Villahermosa Zacatecas |
| 500 km1:6 468 000 |

## Statistiques
Pour des raisons techniques, il est temporairement impossible d'afficher le graphique qui aurait dû être présenté ici.

Voir la requête brute et les sources sur Wikidata.

## Compagnies aériennes et destinations

### Passager
| Compagnies              | Destinations                                                                                               |
| ----------------------- | --- |
| Aéreo Servicio Guerrero | Los Cabos, La Paz (G. M. M. de Léon)                                                                       |
| Aero Pacífico           | Los Cabos                                                                                                  |
| Aeroméxico Connect      | Mexico-B. Juárez                                                                                           |
| Calafia Airlines        | Los Cabos, Ciudad Constitución (en), Guerrero Negro, Hermosillo, Isla de Cedros, La Paz (G. M. M. de Léon) |
| VivaAerobus             | Monterrey-M. Escobedo                                                                                      |
| Volaris                 | Guadalajara-M. Hidalgo y Costilla, Mexico-B. Juárez, Tijuana-A. L. Rodríguez                               |

Édité le 20/06/2019

## Itinéraires les plus fréquentés
| Rang | Ville                            | Passagers | Classement | Compagnie aérienne                        |
| ---- | -------------------------------- | --------- | ---------- | ----------------------------------------- |
| 1    | État de Mexico , Mexico          | 785 134   | Stable     | Aeroméxico Connect, Interjet, Volaris     |
| 2    | Jalisco , Guadalajara            | 30 277    | Stable     | TAR, Volaris                              |
| 3    | Nuevo León , Monterrey           | 15 813    | 1          | Viva Aerobus                              |
| 4    | Basse-Californie , Tijuana       | 15 139    | 1          | Volaris                                   |
| 5    | Basse-Californie du Sud , La Paz | 7 965     | Stable     | Aéreo Servicio Guerrero, Calafia Airlines |
| 6    | Basse-Californie , Mexicali      | 49        | Stable     |                                           |
| 7    | Sinaloa , Ciudad Juárez          | 22        |            |                                           |

## Voir également